# Abadia de Cluny
L'abadia de Cluny, és una antiga abadia benedictina de la localitat de Cluny, situada en el departament de Saona i Loira, a la regió de Borgonya-Franc Comtat, en el centre-est de França. Una de les més il·lustres de tot el món per la santedat dels seus abats i monjos, pel nombre de religiosos que tingué subjectes arreu d'Europa, per haver estat cap de la gran Congregació monàstica del seu nom (Cluniacencs), pels seus magnífics edificis i ric tresor de joies, relíquies i llibres, actualment tot perdut i destruït.

## Història
Va ser fundada en una reserva forestal de cacera el 2 de setembre de l'any 909 per Guillem I, duc d'Aquitània, comte d'Alvèrnia, el qual va instal·lar allà a l'abat Bernó de Baume, i dedicant-la a Sant Pere Apòstol, i va posar l'abadia sota l'autoritat immediata del Papa Sergi III. L'abadia i la seva constel·lació de dependències es van convertir aviat en l'exemple del tipus de vida religiós del segle xi.
Com l'abat Bernó, els primers monjos provenint del monestir de Baume, establint-se una més perfecta observança de la regla de Sant Benet, junt amb els estatuts d'Aquisgrà i els usos de Sant Benet d'Aniana, que en el segle anterior havia restablert la disciplina monàstica en gran nombre de convents de les Gàl·lies. La vida reformadíssima dels cluniacencs aviat fou imitada per molts altres monestirs, mercès al zel dels successors de Bernó de Borgonya, que foren Sant Odó (926-43), sant Aymar (943-954), Sant Maiol (954-994), sant Odiló (994-1048), sant Hug (1048-1109), aquest portarà Cluny a l'apogeu de la seva glòria. El 1054 funda la Charité sur Loire: el 1055 el monestir femení de Marcigny, bressol de les monges cluniacenques. A ell es deu també la fundació de Sant Pancraç de Lewes a Anglaterra, cap dels cluniacencs britànics. I mercès a la seva bona amistat amb Alfons VI, una sèrie important de monestirs es fundà a Castella: és el cas sobretot de Santa Maria de Nájera (1079). Hug també començà la gran basílica cluniacenca, una de les millors i més grans esglésies de França, que acabà l'abat Pere el Venerable (1123-1158) i consagrà el papa Innocenci II el 1130.
En aquest temps Cluny estava en el seu apogeu, i a més de dar monjos a molts altres, tenia el seu convent 460 religiosos, molts d'ells il·lustres en santedat i erudició, alguns també distingits per les dignitats que assoliren en l'Església. La fundació de la Congregació cistercenca i la rivalitat i diferències que hi hagué entre ella i el monestir de Cluny foren força perjudicials per aquest, no obstant la defensa brillant que va fer de les seves costums, usos i cerimònies l'abat Pere el Venerable, un dels més il·lustres personatges del seu temps.
Els successors ja no estigueren tots a la mateixa altura; amb tot, s'ha exagerat massa la decadència que suposen començà de seguida a Cluny, atribuint-la també a les seves dependències amb clara injustícia, la qual és molts més gran fent-la extensiva als altres monestirs d'hàbit negre, car tant a França com en la resta d'Europa, florien i continuaren sempre observants molts d'altres que no tenien res en comú amb Cluny, si no era professar la mateixa Regla.
En el mateix segle de Pere el Venerable governà a Cluny, Teobald, que d'abat de Sant Basolo ascendí a aquest el 1880 (1880-1884) i després a cardenal prevere per nomenament del Papa Alexandre III i per fi fou promogut a cardenal bisbe d'Ostia per Luci III (1884-1888). Gerard de Lausana, abat nº. 19 de Cluny (1215) després fou bisbe de Valença i finalment patriarca de Jerusalem (1230); Hug VI de Sales (o de Rochecorbon), traslladat de Sant Martí de Tours, governa vuit anys i consagrat bisbe de Langres, morí en l'expedició de Terra Santa (1244-1250). El 1244 el succeí Guillermo III de Pontoise, abans fou prior de la Charité, que al cap de catorze anys ascendí a bisbe d'Agen (1248) i morí sent patriarca de Jerusalem el 1263.
A principis del segle xiv, Henri I de Fautrières, governà a Cluny durant onze anys i després fou nomenat bisbe de Saint-Flour (1319-1320). Pierre II de Chastelus, electe el 1322, doctor en Teologia, després de vint anys de govern, ascendí a la Seu episcopal de Valença (1342-1350). Androin de la Roche, doctor en Teologia (1351), fou creat cardenal del títol de Sant Marcel per Innocenci VI (1361). És molt conegut en la història. Morí a Viterbo el 1369. Encara durant el segle xv Cluny va tenir abats excel·lents. Oddó II, de la Ferrière, abans fou prior de Savigny, governà 33 anys, destacant per la santedat de vida i esperit profètic. Joan III de Borbó, que el succeí el 1456, era monjo de Sant Andreu d'Avinyó; presidí a Cluny durant vint-i-dos anys, donant noves lleis per a conservar la disciplina monàstica, i encara que el nomenaren bisbe, va voler rebre sepultura a Cluny. El 1481 el succeí Jaume II d'Amboise, que presidí durant trenta quatre anys, i el qual ve reprendre una reforma de Cluny el 1486, i després promulga un reglament general de reforma el 1494, mentre reorganitza ensems el sistema de visites i expulsa tots els indesitjables bo i restablint arreu la vida comuna, inclús la de clausura. Jaume morí sent bisbe de Clermont. Geoffroy d'Amboise i Aymard II de Boissy encara foren abats regulars; però el 1529 començaren a Cluny els comendataris, de les guerres dels quals no se'n va poder escapolir en el successiu, pel que tingué de ressentir-se notablement, tant en l'espiritual com en el temporal. Richelieu i Mazzarino, els quals tenien ben poc d'eclesiàstics, es titularen abats de Cluny, per gaudir de les seves grosses rendes.
L'orde benedictí va ser clau en l'estabilitat aconseguida per la societat europea del segle xi, i en part a causa de la seva va ser el model d'estil de la vida monacal a Occident des de finals del segle x. Una successió d'abats competents van ser també figures rellevants al terreny internacional. El mateix monestir de Cluny va esdevenir el monestir més gran i prestigiós, i en la institució monàstica millor preparada d'Europa. La influència de Cluny es va estendre des de la segona meitat del segle x fins a principis del segle xii.

## Els edificis
Els edificis i església de Cluny eren veritablement regis i corresponents a monestir tant principal. Una bona prova d'això és que el 1245 va poder albergar còmodament i sens destorb per als monjos, al papa Innocenci IV, que venia del concili ecumènic de Lió en companyia de 12 cardenals, que estrenaren allà el capell vermell per primera vegada; els patriarques d'Antioquia i Constantinoble, tres arquebisbes i 15 bisbes amb gran nombre d'abats; a més, a sant Lluís IX de França; la seva mare Blanca de Castella, el seu germà, el seu germà, el duc d'Artois i la seva germana, l'emperador Balduí II de Courtenay, els fills de sant Ferran de Castella i Jaume el Conqueridor, el duc de Borgonya, sis comtes i molts altres grans senyors. El 1130 ja havia rebut també a Innocenci II amb els cardenals i persones del seu seguici, i més tard, el 1307 a Climent V.
L'església, que tenia la forma de creu patriarcal, era d'uns 147 m. de llargada per uns 35 m. d'amplada entrant en ella per un vestíbul de 31 m de llargada i 24 d'ample. El seu tresor en relíquies, gots i ornaments sagrats, era d'inestimable valor. El 1561 el despullaren els heretges, calculant-se en 2.000.000 de lliures l'or i l'argent que trairen d'aquell indret. També destrossaren la rica biblioteca, que contenia no menys de 1.800 còdecs manuscrits, fruits de la paciència i laboriositat benedictina, que havien recollit allà els escrits dels Papes i autors antics. De l'antiga abadia se'n conserven, a més dels claustres, una gran porta romànica del segle xi, el graner, del segle xiii, i la façana dita del Papa Gelasi I, d'estil gòtic i com es natural per la seva data molt posterior a aquest. Dintre el recinte de l'Abadia existeixen quatre torres: la del molí i la dels furs, quadrades; la Rodona i la de Fabri, erigida en el segle xiv per l'abat d'aquest nom; de la grandiosa església abacial, la longitud de la qual era de 49 m. només se'n conserven el braç meridional del creuer, els campanars del Rellotge i del aigua Beneïda i les capelles de Sant Esteve, Sant Marçal i Borbó, aquesta última deguda a l'abat Joan III de Borbó el segle xv.

## Personatges
La fama de santedat i observança de Cluny va atraure des dels primers temps als més grans personatges. En aquest monestir acabà els seus dies el pietós Gregori VI després d'haver renunciat a la tiara el 1046. De Cluny sortí per a ocupar el tron de Polònia, Casimir, el qual era monjo i diaca (1041), però que mai en fou abat com han volgut fer creure alguns historiadors; Siegfried, arquebisbe de Magúncia, renuncià a la dignitat per a recloure's a Cluny, d'on tornà al seu arquebisbat el 1084. Aquí també van prendre els hàbits San Teotger, fill del comte de Metz i bisbe de la mateixa ciutat vers el 1100; Guido, comte d'Alby vers el 1060; Enric, fill del comte de Blois i germà d'Esteve, rei d'Anglaterra, sortint després per ser abat de Glastenbury i bisbe de Winchester (m. el 1171); Hug, duc de Borgonya (1108); Guido, comte de Macón, amb 30 soldats (1224); etc...
No fou menor el nombre d'il·lustres barons que floriren a Cluny i il·lustraren l'Església amb la seva vida i doctrina. És impossible enumerar-los, però n'hi ha prou amb recordar els principals. Entre aquests cal citar sant Gregori VII, el beat Urbà II, Pasqual II i Calixt II, papes; sant Gerard, cardenal bisbe d'Òstia, nebot d'Urbà II (1101); Alberic Belbacense, també cardenal bisbe d'Òstia (1148); Imar, cardenal bisbe de Frascati (1144); Jean de Franciogia, arquebisbe de Besançon i cardenal bisbe de Sabina, i legat a Espanya (1233); Giovanni de Cresi, cardenal prevere de Sant Pere i Sant Marcel·lí (1294); Guillem d'Aigrefeuille, arquebisbe de Saragossa, cardenal prevere de Sant Calixte, després cardenal bisbe de Sabina (1369); Gérard du Puy, bisbe de Saint Flour i de Carcassona i cardenal prevere de Saint Clement (1375); Guillaume d'Estouteville, prelat de diverses diòcesis, arquebisbe de Rouen, cardenal, degà del Sacre Col·legi (1483); André d'Espinay, arquebisbe de Lió i cardenal prevere de Sant Silvestre i Sant Martí (1500); Durand de Bredon, arquebisbe de Tolosa (1120); Raynaldo, arquebisbe de Lió (1120); Teobald, bisbe de París (1130); Esteve, patriarca de Constantinoble (1128); Hugues III d'Amiens, arquebisbe de Rouen (1130) i molts d'altres.
També adquiriren celebritat però no per envejar. Ponç, abat d'aquest monestir i cardenal, que fou destituït pel papa Honori II (m. 1126), i Pietro Pierleoni, que de monjo de Cluny fou creat cardenal, i disputà la tiara a Innocenci II amb el nom de Anaclet II (130-1138). Entre els més aclarits en santedat figuren Sant Alferi (Alferio Pappacarbone), que després propagà admirablement l'orde benedictina arreu d'Itàlia, arribant a ser el pare de 3.000 monjos, ja que fundà l'Abadia territorial de la Santissima Trinità di Cava de' Tirreni. Es feren notables per la seva doctrina Rodolfus Glaber, notable historiador; Algero, home dels més doctes del seu temps (1150); Ricardo (1160); Rodulf, deixeble de Pere el Venerable; Pere Pictaviense (1130), Pierre Albert, prior major de Cluny, doctor en Dret (1420); Jean Raulin, doctor en teologia i cèlebre predicador (1490), i altres que es designen en els seus llocs respectius.

## Privilegis de Cluny
No és de meravellar que els pontífexs i reis acumulessin privilegis vers un monestir tan il·lustre. Ja des de la seva fundació restà exempt de la jurisdicció episcopal i immediat al pontífex. Aquesta mercè fou confirmada solemnement per sant Gregori VII el 1077, i després molts altres papes afegiren nous privilegis, com Urbà II, Pasqual II, Calixt II, Honori II, Innocenci II, Eugeni III etc. Els antics costums d'aquest sant convent les consignà el monjo Udalric en tres llibres, que són com un cerimonial afegit a la regla benedictina, escrit pels primers sants abats cluniencs. Primer la publicà el P. Lucas d'Achery, maurin, i es troba també reproduït en la Patrologia de Migne.

La destrucció del monestir de Cluny fou ordenada el 1790 per un decret dels republicans de 13 de febrer d'aquell any. Els monjos es van veure en el tràngol d'abandonar aquella abadia secular, plena de tantes grandeses i records. Posteriorment, l'octubre de 1793 els revolucionaris es feren amos dels edificis, i despenjaren les campanes de la torre per fondre canons; el novembre arrancaren les creus i a finals del mateix arribà una turba que profanà tot allò de sant i sagrat que trobà al seu pas, fent escarni de les imatges, després d'haver destruït els altars. En aquest saqueig hi prengueren part fins i tot les dones, que ajudaven a la destrucció per aprofitar-se de la seda i l'or amb el qual després s'adornaven. Un rector renegat continuà també a l'espoliació, adquirint, per després tornar-los a vendre, fins al cadirat del santuari. Es diu que passant Napoleó per la Borgonya, on està ubicada Cluny, per anar a Itàlia, el municipi clunianenc li suplicà tingués bé visitar la vila. L'emperador els contestà bruscament:
| « | Heu venut i destruït la vostra gran i bella Església; aneu en hora mala, car sou uns vàndals; mai visitaré Cluny. | » |